# 朱瓦卜
36°08′N 3°26′E / 36.133°N 3.433°E

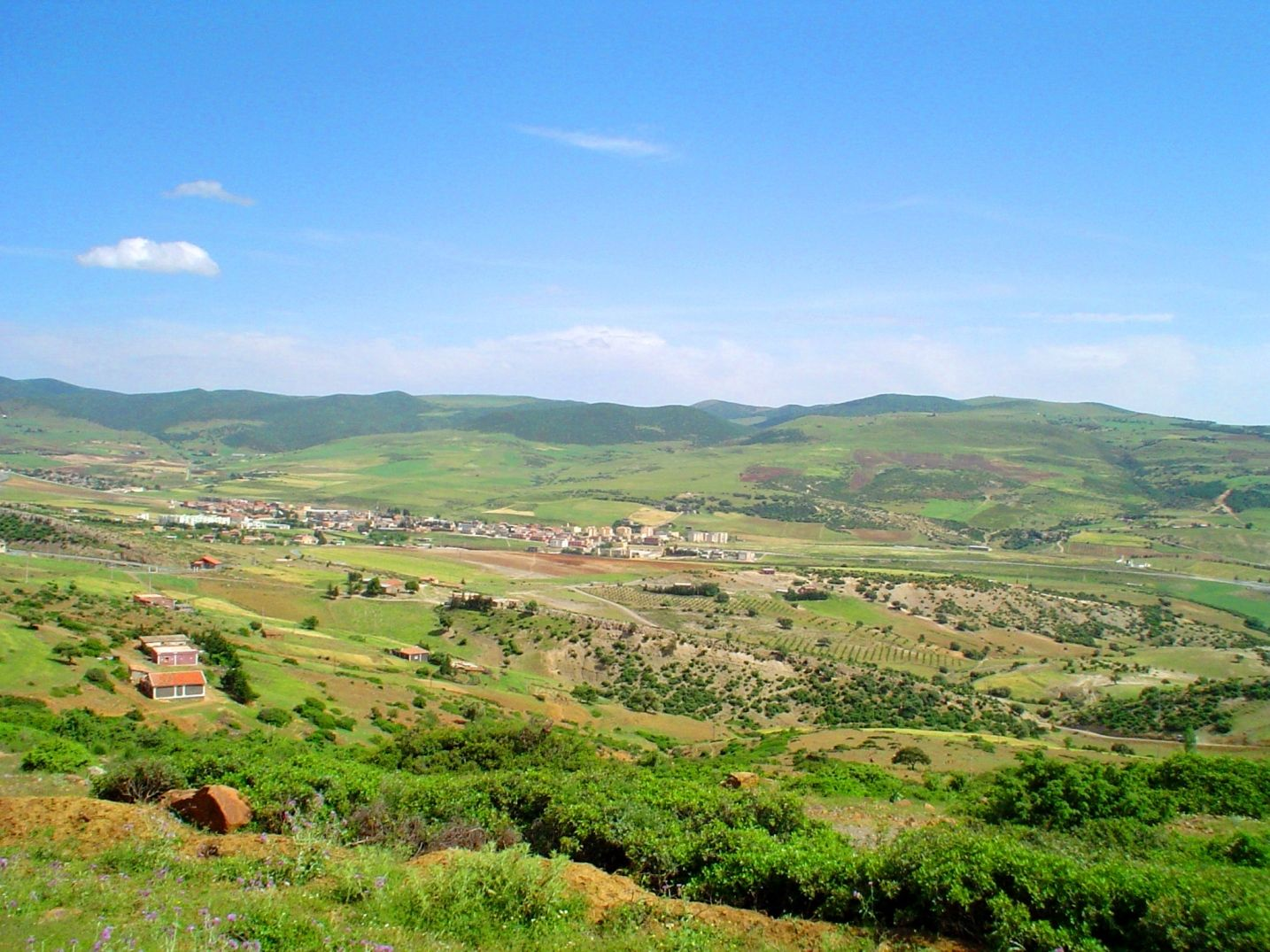
朱瓦卜

朱瓦卜（阿拉伯语：‎），是阿爾及利亞的城鎮，位於該國北部麥迪亞省，由蘇瓦吉區負責管轄，面積105平方公里，海拔高度863米，2008年人口9,901，人口密度每平方公里94人。